# Stowarzyszenie Służby za Granicą
Austriacka Służba za Granicą (niem. Österreichischer Auslandsdienst) – organizacja dająca młodym Austriakom możliwość spełnienia obowiązku służby wojskowej w alternatywny, bardziej pokojowy sposób.
Inicjatorem stworzenia nowej formy służby zastępczej był dr Andreas Maislinger, politolog z Innsbrucku, który od ponad dwudziestu lat działa na rzecz realizacji tego projektu. W tym celu stworzył w 1998 roku Stowarzyszenie Służby Za Granicą, które jest uprawnione do pośredniczenia między austriackimi wolontariuszami a znanymi instytucjami na całym świecie oraz do koordynacji ich czternastomiesięcznej pracy, akceptowanej przez Republikę Austriacką jako zastępstwo regularnej służby we własnym kraju.
Pierwszy austriacki wolontariusz, Georg Mayer, rozpoczął swoją służbę w rocznicę wybuchu II wojny światowej, 1 września 1992 roku w Muzeum Państwowym KL Auschwitz-Birkenau w Oświęcimiu. Poza placówką przy Centrum Żydowskim w Oświęcimiu, wolontariusze mogą w Polsce też pełnić służbę przy Fundacji Judaica – Centrum Kultury Żydowskiej na Kazimierzu w Krakowie (jest to pierwsza placówka w Polsce) i przy Fundacji „Krzyżowa” Dla Porozumienia Europejskiego we Wrocławiu.
Obecnie Stowarzyszenie Służby Za Granicą prowadzi swoją działalność na trzech płaszczyznach:
- Austriacka Służba Pamięci: O Ofiarach Holokaustu: Wolontariusze pełnią służbę w instytucjach na całym świecie w celu upamiętnienia ofiar Holocaustu.
- Austriacka Służba Socjalna: Nowa możliwość, głównie w sektorze prac społecznych w Europie, Ameryce Środkowej i Południowej, Azji i Afryce.
- Austriacka Służba Na Rzecz Pokoju: Praca dla organizacji pokojowych lub w rejonach konfliktów wojennych i kryzysów.

## Międzynarodowa Rada
Międzynarodowa Rada jest doradczą częścią kierownictwa Austriackiej Służby za Granicą, odnośnie do wszystkich spraw dotyczących poszczególnych państw.
Przewodniczącym jest Ernst Florian Winter.
- Argentyna: Erika Rosenberg

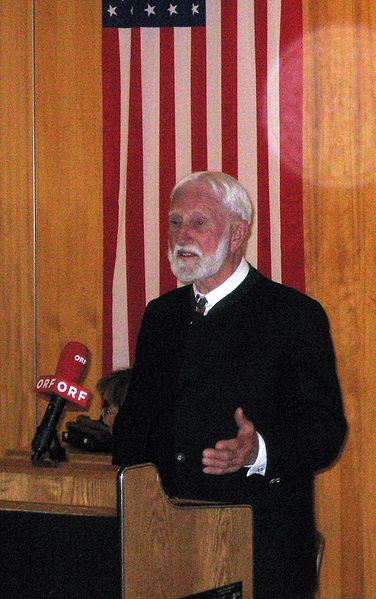
Ernst Florian Winter

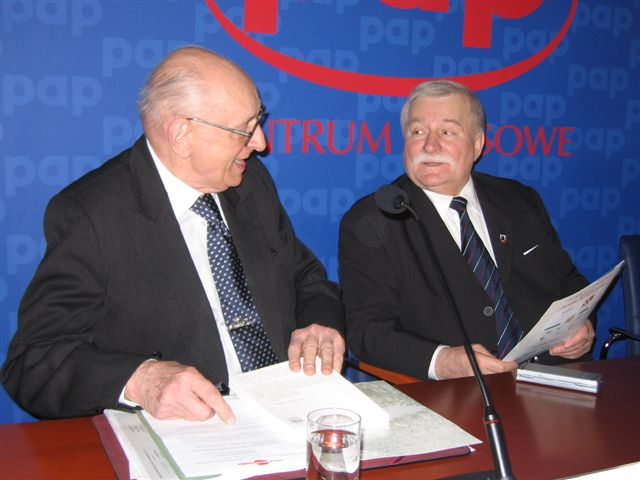
Władysław Bartoszewski i Lech Wałęsa, konferencja poświęcona 25-leciu stanu wojennego w Polsce, Warszawa, 8 grudnia 2006

- Australia: Paul R. Bartrop, Daniel James Schuster
- Bośnia i Hercegowina: Eli Tauber
- Brazylia: Alberto Dines
- Chorwacja: Branko Lustig
- Francja: Michel Cullin, Beate Klarsfeld
- Gruzja: Gabriela von Habsburg
- Indie: Barbara Nath-Wiser
- Izrael: Ben Segenreich
- Kanada: Walter Absil
- Kostaryka: Roland Spendlingwimmer
- Niemcy: Thomas Rabe
- Polska: Władysław Bartoszewski
- Rosja: Ilja Altman
- Senegal: Charles M. Huber
- Stany Zjednoczone: Randolph Marshall Bell, Anna Rosmus
- Szwecja: Gerald Nagler
- Terytoria Palestyńskie: Andreas Sami Prauhart
- Ukraina: Borys Sabarko
- Węgry: György Dalos
- Wielka Brytania: Ladislaus Löb
- Włochy: Camilla Brunelli, Marcello Pezzetti

## Miejsca pracy
W nawiasie znajduje się data uznania przez Ministerstwo Spraw Wewnętrznych
 Argentyna
- Buenos Aires – Centro de Atencion Integral a la Ninez y Adolescencia (1998)

 Australia
- Melbourne – Jewish Holocaust Museum and Research Centre (2007)
- Melbourne – Jewish Museum of Australia (2007)

 Belgia
- Bruksela – European Disability Forum (1999)
- Bruksela – CEGES-SOMA (2011)

 Białoruś
- Mińsk – Belarussian Children's Hospice
- Mińsk – Dietski dom no. 6
- Mińsk – Kindergarten for Children with Special Needs

 Bośnia i Hercegowina
- Sarajewo – Inicjatywa Phoenix

 Brazylia
- Alagoinhas – Associacao Lar Sao Benedito
- Lauro de Freitas – Centro Comunitario Cristo Libertador
- Rio de Janeiro – Center for Justice and International Law (CEJIL)
- Rio de Janeiro – Casa Stefan Zweig (2007)

 Bułgaria
- Sofia – Schalom – Organization of the Jews in Bulgaria

 Chiny
- Qiqihar – China SOS Children's Village Association Bejing, Qiqihar city, Helongjiang Proviince und Yantai City, prowincja Shandong
- Szanghaj – Center of Jewish Studies

 Czechy
- Praga – Gmina żydowska (1998)

 Francja
- Oradour-sur-Glane – Centre de la Mémoire d´Oradour (2000)
- Paryż – La Fondation pour la Mémoire de la Déportation (1999)
- Paryż – L’amicale de Mauthausen (2008)
- Paryż – Bibliotheque et archives de l'alliance Israelite Universelle (2010)
- Strasburg – Rada Europy (2012)

 Gabon
- Lambaréné – Albert Schweitzer Hospital

 Gwatemala
- Quetzaltenango – Instituto de Formacion e Investigacion Municipal,
- Santa Rosita – ASOL, Asosiación Solidaridad para la Educación y la Cultura – Casa Hogar (2000)

 Indie
- Auroville – Auroville Action Group (AVAG)
- Dharmshala – Nishtha – Rural Health, Education and Environment Centre
- Dharmshala – Tibetan Children’s Village
- Dharmshala – Tibetan Welfare Office
- Kerala – Mata Amritanandamayi Mission

 Izrael
- Jerozolima – AIC – Alternative Information Center
- Jerozolima – The Palestinian Society for the Protection of Human Rights and the Environment
- Jerozolima – St. Vinzenz-Ein Karem
- Jerozolima – Jad Waszem (2001)

 Japonia
- Hiroszima – Hiroshima Peace Culture Foundation

 Kanada
- Montreal – The Montreal Holocaust Memorial Centre (1998)
- Montreal – Kleinmann Family Foundation (2002)
- Toronto – Hillel Canada / Sarah and Chaim Neuberger Holocaust Education Centre (2010)

 Kenia
- Nairobi – Kenia Water for Health Organisation

 Kostaryka
- La Gamba – Tropeninstitut La Gamba]
- Puntarenas – Finca Sonador – Asociaicón de Cooperativas Europeas Longo Mai
- Puntarenas – Union de Amigos para la Protección del Ambiente (UNAPROA)
- San Isidro del General – Finca Sonador – Asoc. de Cooperativas Europeas Longo Mai (2000)

 Holandia
- Amsterdam – UNITED for Intercultural Action (2010)

 Niemcy
- Berchtesgaden – Dokumentation Obersalzberg (2011)
- Berlin – Muzeum Żydowskie w Berlinie (1999)
- Berlin – Ökumenisches Gedenkzentrum Plötzensee (2010)
- Marburg – Terra Tech (1999)
- Monachium – Jüdisches Museum München (2008)
- Moringen – Obóz koncentracyjny Moringen (1999)

 Nikaragua
- Granada – Fundación Casa de los tres mundos (2001)

 Norwegia
- Oslo – Jodisk Aldersbolig

 Pakistan
- Lahaur – SOS children villages Pakistan

 Peru
- Huancayo
- Lima – Centro de Información y Educación para la Prevención del Abuso de Drogas „CEDRO” (2002)

 Polska
- Kraków – Polska Akcja Humanitarna (2004)
- Kraków – Galicia Jewish Museum (2010)
- Kraków – Fundacja Judaica – Centrum Kultury Żydowskiej (1999)

Działalność w Fundacji Judaica – Centrum Kultury Żydowskiej polega na pomocy w pracach naukowych dotyczących Krakowskiego Getta, oraz zagłady gminy żydowskiej przez narodowy socjalizm. Członkowie fundacji, przy ścisłej współpracy z Państwowym Muzeum Auschwitz-Birkenau w Oświęcimiu, biorą udział w organizowaniu różnego rodzaju seminariów i spotkań odnośnie do tematu Holocaust. Jednocześnie opiekują się gośćmi wspomnianych uroczystości. Współpracują również z międzynarodowymi organizacjami.
- Oświęcim – Synagoga Chewra Lomdei Misznajot w Oświęcimiu (2004)

Działalność w „Auschwitz Jewish Center” polega na pomocy w wywiadach przeprowadzanych z osobami które przeżyły okres narodowego socjalizmu w Oświęcimiu. Kolejnym zadaniem jest tłumaczenie dokumentów oraz administrowanie dokumentów w archiwum. Wolontariusze oprowadzają po wystawie w centrum grupy niemiecko i angielskojęzyczne. Opiekują się również gośćmi w „family history room”.
- Warszawa – Muzeum Historii Żydów Polskich (2008)

Działalność w Muzeum Historii Żydów Polskich polega na pracy archiwalnej przy współpracy z Warszawskim Instytutem Historycznym, prowadzeniu korespondencji między austriackimi i niemieckimi archiwami w celu uzyskiwania dokumentów oraz tłumaczenia tekstów z niemieckiego lub na niemiecki. Wolontariusze asystują przy budowaniu i pielęgnowaniu kontaktów muzeum z żydowskimi muzeami jak również podobnymi ośrodkami nauki i kultury w Austrii. Zajmują się także promowaniem projektów muzeum na terenach niemieckojęzycznych i administrowaniem niemieckojęzycznej części domowej strony internetowej muzeum. Biorą aktywny udział w aktualnych projektach muzeum. Opiekują się gośćmi odwiedzającymi wystawy i spotkania.
 Rosja
- Moskwa – Together For Peace (TFP)
- Moskwa – Russian Research and Educational Holocaust Center (2008)

 Rumunia
- Jassy – Nădejdea Copiilor din România (2001)

 Słowenia
- Lublana – National Museum of Contemporary History (2010)

 Stany Zjednoczone
- Chicago – Illinois Holocaust Museum & Education Center (2010)
- Detroit – Holocaust Memorial Center (1999)
- Houston – Holocaust Museum Houston (1999)
- Los Angeles – Centrum Szymona Wiesenthala (1998)
- Los Angeles – Los Angeles Museum of the Holocaust (2006)
- Los Angeles – Survivors of the Shoah Visual History Foundation (1999)
- Nowy Jork – Gay Men’s Health Crisis
- Nowy Jork – Museum of Jewish Heritage (2000)
- Nowy Jork – American Jewish Committee (2009)
- Nowy Jork – Anti-Defamation League (2008)
- Reno – Center for Holocaust, Genocide & Peace Studies (1999)
- Richmond – Virginia Holocaust Museum (1999)
- San Francisco – Holocaust Center of Northern California (1999)
- St. Petersburg – The Florida Holocaust Museum (1999)

 Szwecja
- Sztokholm – The Living History Forum (2009)
- Uppsala – Uppsala University (2008)

 Turcja
- Fatih/Stambuł – Jüdisches Krankenhaus Or-Ahayim (2012)

 Ukraina
- Kijów – Jewish Foundation of Ukraine (2010)

 Uganda
- Fort Portal – Mountains of the Moon University (MMU)
- Kabale – Bishops House
- Zigoti – Kindern eine Chance

 Węgry
- Budapeszt – European Roma Rights Center (2002)

 Wielka Brytania
- Sevenoaks – Royal London Society for the Blind (2000)
- Londyn – The National Yad Vashem Charitable Trust (1999)
- Londyn – Institute of Contemporary History and Wiener Library (1998)

 Włochy
- Como – Istituto di Storia Contemporanea „Pier Amato Perretta” (ISC)
- Mediolan – Fondazione Centro di Documentazione Ebraica Contemporanea (1999)
- Prato – Museo della Deportazione e Centro di Documentazione della Deportazione e Resistenza (2008)
- Rzym – Fondazione Museo della Shoah (2011)